# Język leitre
Język leitre – bliżej niepoznany język papuaski używany w prowincji Sandaun w Papui-Nowej Gwinei, przez grupę ludności na północnym wybrzeżu, blisko granicy z Indonezją. Należy do rodziny języków skou.
Posługują się nim mieszkańcy wsi Leitre. Jest wypierany przez tok pisin.
Nie został uwzględniony przez Ethnologue.